# Roberto di Mowbray

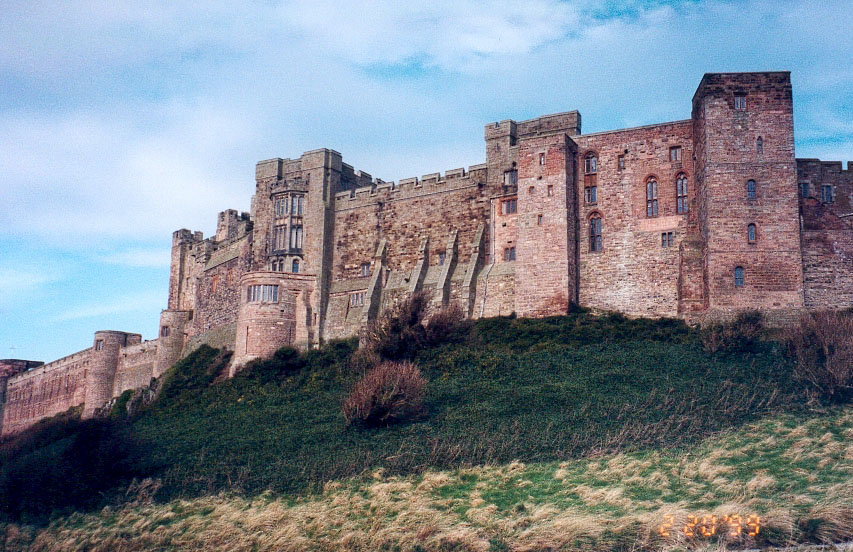
Castello di Bamburgh

Roberto di Mowbray (... – St Albans, 1125) fu conte di Northumbria dal 1086 al 1095.

## Origini
Roberto di Mowbray era figlio di Roger de Mowbray e nipote di Goffredo di Montbray, vescovo di Coutances. Il cognome della famiglia è un'anglicizzazione derivata da Montbray, un paese della Manche normanna.

## Conte di Northumbria
Roberto fu nominato conte dopo che Aubrey de Coucy, il titolare precedente, decise che non desiderava più rivestire il ruolo. Coucy era stato nominato conte nel 1080 e, probabilmente nello stesso anno, si dimise e ritornò in Normandia perdendo tutte le terre che aveva in Inghilterra. Il titolo rimase vacante fino al 1086, quando il re assegnò la contea a Roberto.
Nel 1088, quando Roberto II di Normandia invase l'Inghilterra, Roberto si schierò dalla sua parte nella ribellione del 1088 insieme allo zio Goffredo. Il duca venne sconfitto, ma Roberto fu perdonato dal re Guglielmo II d'Inghilterra e rimase al proprio posto.
La sua contea era strategicamente importante perché confinava con la Scozia. Più volte gli scozzesi attaccarono le sue terre costringendo Roberto a difendersi. Quando, nel 1093, Malcolm III di Scozia invase per la seconda volta la Northumbria (dopo il tentativo fallito del 1091), il conte riunì un esercito e prese di sorpresa gli scozzesi sconfiggendoli il 13 novembre. Il re scozzese e suo figlio Edoardo persero entrambi la vita nella battaglia di Alnwick. Poco prima, nello stesso anno, lo zio Goffredo morì, lasciando a Roberto tutte le sue proprietà e facendo di lui uno dei nobili più ricchi del regno.
Nel 1095 Roberto sposò Matilda de L'Aigle, figlia di Richer e nipote di Ugo d'Avranches, 1º conte di Chester.

## Ribellione e caduta
Nel 1095 Roberto, insieme a Guglielmo di Eu, prese parte a una cospirazione per far passare la corona dai figli di Guglielmo il Conquistatore al nipote Stefano d'Aumale, figlio di una sorella di Guglielmo. Al momento di passare ai fatti molti nobili si trassero indietro lasciando Roberto e Guglielmo di Eu allo scoperto.
La miccia si accese quando Roberto cercò di impadronirsi di quattro navi norvegesi ormeggiate a Tyne: i mercanti andarono a lagnarsi dal re che ordinò al conte di presentarsi immediatamente a corte. Roberto ignorò quel richiamo e anche i successivi e alla fine il re decise di far valere la forza. Il conte si asserragliò nella fortezza di Bamburgh, che il re assediò. Per qualche ragione, durante l'assedio Mowbray lasciò la fortezza con un piccolo gruppo di cavalieri: inseguito dagli assedianti, fu costretto a riparare a Tynemouth. Dopo sei giorni di assedio fu ferito a una gamba, catturato e riportato a Bamburgh, dove la moglie stava ancora resistendo agli assedianti. Cedette infine il castello quando il re minacciò di far accecare il marito.

## Prigionia e morte
A causa del suo coinvolgimento nella cospirazione, Robert perdette le sue terre e fu condannato alla prigione a vita, inizialmente nel Castello di Windsor. Trascorse molti anni in prigione, "invecchiando e senza progenie", come scrisse il cronista Fiorenzo di Worcester e infine fu autorizzato a entrare nel monastero di St Albans, secondo quanto scrisse Orderico Vitale, dove morì nel 1125.
Gli altri cospiratori ebbero peggior destino: Guglielmo di Eu fu castrato e accecato, mentre Guglielmo di Aldrie fu condannato a morte.

## Retaggio
Orderico Vitale descrisse così Roberto di Mowbray:
"Potente, ricco, coraggioso, feroce in battaglia, altezzoso, disprezzava i suoi pari e, gonfio di presunzione, disdegnò di obbedire ai suoi superiori.  Era alto di statura, forte, scuro di carnagione e villoso. Audace e astuto, austero e severo, era più portato a meditare che a parlare e, nelle conversazioni, sorrideva assai di rado".
La moglie Matilda ottenne da papa Pasquale II l'annullamento del matrimonio a causa della consaguineità e, poco dopo il 1107 si sposò con un congiunto di Roberto, Nigel d'Aubigny, che ottenne anche le terre a Montbray sequestrate al precedente marito. La coppia non ebbe figli e nel 1118 d'Aubigny divorziò da Matilda e sposò Gundred de Gournay, figlia di Gerard de Gournay e Edith de Warenne. Ebbero un figlio, Roger, che ereditò le proprietà originariamente perse da Roberto di Mowbray. Nel ricevere la sua eredità, Roger cambiò il suo cognome in Mowbray per ordine di Enrico I d'Inghilterra. In questo modo, il nome del casato fu continuato ma senza la linea di sangue di Roberto.